# Władimir Bułgakow
Władimir Wasiljewicz Bułgakow (ros. Владимир Васильевич Булгаков; ur. 1 stycznia 1949 w Biełej Kalitwie) – radziecki i rosyjski dowódca wojskowy, generał pułkownik, Bohater Federacji Rosyjskiej.

## Biografia
W 1967 roku ukończył Północno-Kaukaską Suworowską Szkołę Wojskową, a następnie, w 1971 roku, Taszkiencką Wyższą Szkołę Dowódczą Wojsk Pancernych. Od 1971 roku dowodził kolejno plutonem, kompanią i batalionem czołgów w Centralnej Grupie Wojsk w Czechosłowacji.

W 1979 roku ukończył Akademię Wojsk Pancernych im. Marszałka ZSRR R. Malinowskiego, następnie służył jako szef sztabu i dowódca pułku czołgów. W latach 1985–1987 brał udział w działaniach wojennych w Afganistanie jako doradca wojskowy przy armii afgańskiej.
Po powrocie z Afganistanu służył jako szef sztabu dywizji zmechanizowanej w Białoruskim Okręgu Wojskowym, a od 1990 roku – jako dowódca 6 Gwardyjskiej Witebsko-Nowogródzkiej Dywizji Zmechanizowanej w Północnej Grupie Wojsk. W 1992 roku kierował wyprowadzeniem dywizji z Polski i jej przeformowaniem, a następnie objął dowodzenie nad nowo powstałą 166 Brygadą Zmechanizowaną. W 1995 roku objął funkcję zastępcy dowódcy 58 Armii Ogólnowojskowej.
W 1997 roku ukończył Akademię Sztabu Generalnego SZ FR, a następnie zajmował stanowisko dowódcy 8 Gwardyjskiego Korpusu Armijnego i zastępcy dowódcy oraz szefa sztabu Północnokaukaskiego Okręgu Wojskowego. W latach 2006–2009 zajmował stanowisko dowódcy wojsk Dalekowschodniego Okręgu Wojskowego.

Służbę wojskową zakończył w 2009 roku.
Uczestnik działań wojennych w Czeczenii. W 2000 roku „za męstwo i bohaterstwo w toku działań na Północnym Kaukazie” odznaczony tytułem Bohatera Federacji Rosyjskiej.

## Odznaczenia
- Tytuł Bohatera Federacji Rosyjskiej;
- Order „Za Zasługi dla Ojczyzny” III i IV klasy
- Order Męstwa;
- Order Czerwonego Sztandaru;
- Order Czerwonej Gwiazdy (dwukrotnie);
- Order „Za Służbę Ojczyźnie w Siłach Zbrojnych ZSRR” III klasy;
- Medal „300 Lat Floty Rosyjskiej”;
- Medal 850-lecia Moskwy;
- Medale jubileuszowe 50-, 60- i 70-lecia Sił Zbrojnych ZSRR;
- Medal „Za Wzmacnianie Braterstwa Broni”;
- Medal „Za Męstwo Wojskowe” I i II Stopnia;
- Medale „Za Nienaganną Służbę” I, II i III Stopnia;
- Order Atamana Płatowa (Obwód rostowski);
- Honorowa Broń Palna;
- Honorowy Sztylet;
- Order Czerwonego Sztandaru (Afganistan);
- Medal „Za Zasługi w Ochronie Granicy Państwowej” (Afganistan);
- Medal „10 lat Rewolucji Saurskiej” (Afganistan);
- Medal „Żołnierzowi-Internacjonaliście od Wdzięcznego Narodu Afgańskiego” (Afganistan).